# Falling Up
Falling Up é uma banda de rock norte-americana originária de Albany, Oregon. Formada em outubro de 2001, eles lançaram seu álbum de estreia, "Crashings", em 2004. O grupo assinou com a BEC Recordings em 2003, por recomendação de amigos da banda Kutless. Suas letras eram fortemente inspiradas em seus dilemas com a espiritualidade.
Com o tempo, as letras se tornaram mais abstratas e poéticas, à medida que o estilo da banda mudou do rock alternativo para uma direção mais experimental, e eles começaram a criar músicas mais diversas.
A banda passou por várias mudanças na formação, com apenas o vocalista Jessy Ribordy, o baixista Jeremy Miller e o baterista Josh Shroy aparecendo em todos os álbuns. Eles se tornaram uma banda independente com o lançamento de "Your Sparkling Death Cometh" em 2011 e assim permaneceram ao longo dos 20 anos de história da banda.

## História
A banda começou em 2003, depois de assinarem com a gravadora BEC Recordings, em 2004 no dia 24 de fevereiro a banda lança seu primeiro álbum Crashings, produzido pelo estrelado Aaron Sprinkle que ja trabalhou com Anberlin e Kutless e tem trabalhos a solo também. Vendendo muito bem, sendo um dos primeiros da gravadora, o álbum Crashings foi um sucesso com as canções "Falling In Love", "Broken Heart", "Escalates", "Bittersweet" e "Arafax Deep", todos hits número 1 nas rádios cristãs, depois de mais um ano e 8 meses em outubro de 2005, Falling Up lança seu segundo álbum Dawn Escapes também lançado pela BEC Recordings, desta vez, produzido por Michael Baskette (Chevelle e Cold), o álbum mudou um pouco de estilo (mais trabalhado) incrementando mais piano e triplicou o número de vendas, do primeiro álbum.
Em 12 de setembro de 2006, a banda lança um CD remixado, Exit Lights, apenas com uma música nova "Islander", com a participação de Soloman Olds do Family Force 5, Trevor McNevan do Thousand Foot Krutch e FM Static, e Randy Torres do Project 86 que participaram do projeto. Nesse período Joeseph Kisselburgh, ex-guitarrista da banda, cria a banda The Send e deixa o grupo assinando a nova banda com a Tooth and Nail.
Através do MySpace da banda, o grupo oficializa seu quarto álbum Captiva, lançado no dia 2 de outubro de 2007, postado primeiramente a músicas "Hotel Aquarium". Com este repertório, Falling Up pode ser considerada uma banda ícone da cena cristã.

## Integrantes

### Membros atuais
- Jessy C. Ribordy – vocal e teclado
- Jeremy Miller – baixo e teclado
- Josh Shroy – bateria
- Daniel Hudleston – guitarra

### Ex-membros
- Andrew-Dub – DJ (2003 - 2004)
- Tom Cox – guitarra e vocal (2003 - 2005)
- Michael Humphrey – DJ e teclado (2004 - 2005)
- Joseph A. Kisselburgh – guitarra e vocal (2003 - 2006)
- Adam Taylor – teclado (2005 - 2007)
- Patrick Pessanha – guitarra (2005 - 2007)

## Discografia
| - Crashings (2004, BEC) - Dawn Escapes (2005, BEC) - Exit Lights (2006, BEC) - Captiva (2007, BEC) - Fangs! (2009, BEC) - Your Sparkling Death Cometh (2011, independente) - Mnemos EP (2012, independente) - Midnight on Earthship (The Machine De Ella Project) (2012, independente) - Hours (The Machine De Ella Project) (2012, independente) - Silver City (2013, independente) - House Full of Caverns (2015, independente) - Falling Up (2015, independente) | - Discover the Trees Again: The Best of Falling Up (2008) - "Escalates" - "Broken Heart" - "Moonlit" - "Hotel Aquarium" |